# Stanisław Biżek
Stanisław Andrzej Biżek (ur. 14 listopada 1938 w Wierzchowiskach) – polski rzeźbiarz.

## Życiorys
W 1964 roku ukończył studia pod kierunkiem prof. Jacka Pugeta na Wydziale Rzeźby Akademii Sztuk Pięknych w Krakowie, w tym samym roku przeprowadził się do Szczecina, gdzie odtąd mieszka i pracuje na stałe. Specjalizuje się małych formach rzeźbiarskich, medalierstwie, rzeźbie plenerowej i monumentalnej. Uczestnik wielu wystaw indywidualnych w Polsce i za granicą. Liczne rzeźby plenerowe dłuta Biżka znajdują się w miastach polskich i niemieckich. Jest autorem m.in. rzeźby na polsko-radzieckim cmentarzu wojennym w Kamieniu Pomorskim, pomnika osadników w Chojnie i współautorem monumentu 1000-lecia bitwy pod Cedynią na Górze Czcibora. Jego prace znajdują się w kilku muzeach, m.in. w Muzeum Narodowym w Szczecinie, Muzeum Sztuki Medalierskiej we Wrocławiu i Muzeum Narodowym w Lublinie, a także w polskich i zagranicznych kolekcjach prywatnych.
Od 1964 roku członek Związku Polskich Artystów Plastyków. Wielokrotnie nagradzany, zdobywca m.in. I miejsca w konkursie Piękno Ziemi Szczecińskiej w 1970 roku oraz I i II miejsca w konkursie na medal „Dzieje Szczecińskich Rodzin w XX wieku” w 1970 roku. W 2005 roku otrzymał Nagrodę Artystyczną Miasta Szczecina. Inicjator licznych imprez rzeźbiarskich.

## Odznaczenia
- Brązowy Krzyż Zasługi
- Medal 40-lecia Polski Ludowej[3]
- Brązowy Medal „Za zasługi dla obronności kraju”
- Odznaka „Zasłużony Działacz Kultury”[1]
- Srebrny Medal „Zasłużony Kulturze Gloria Artis” (2018)[4]

## Galeria

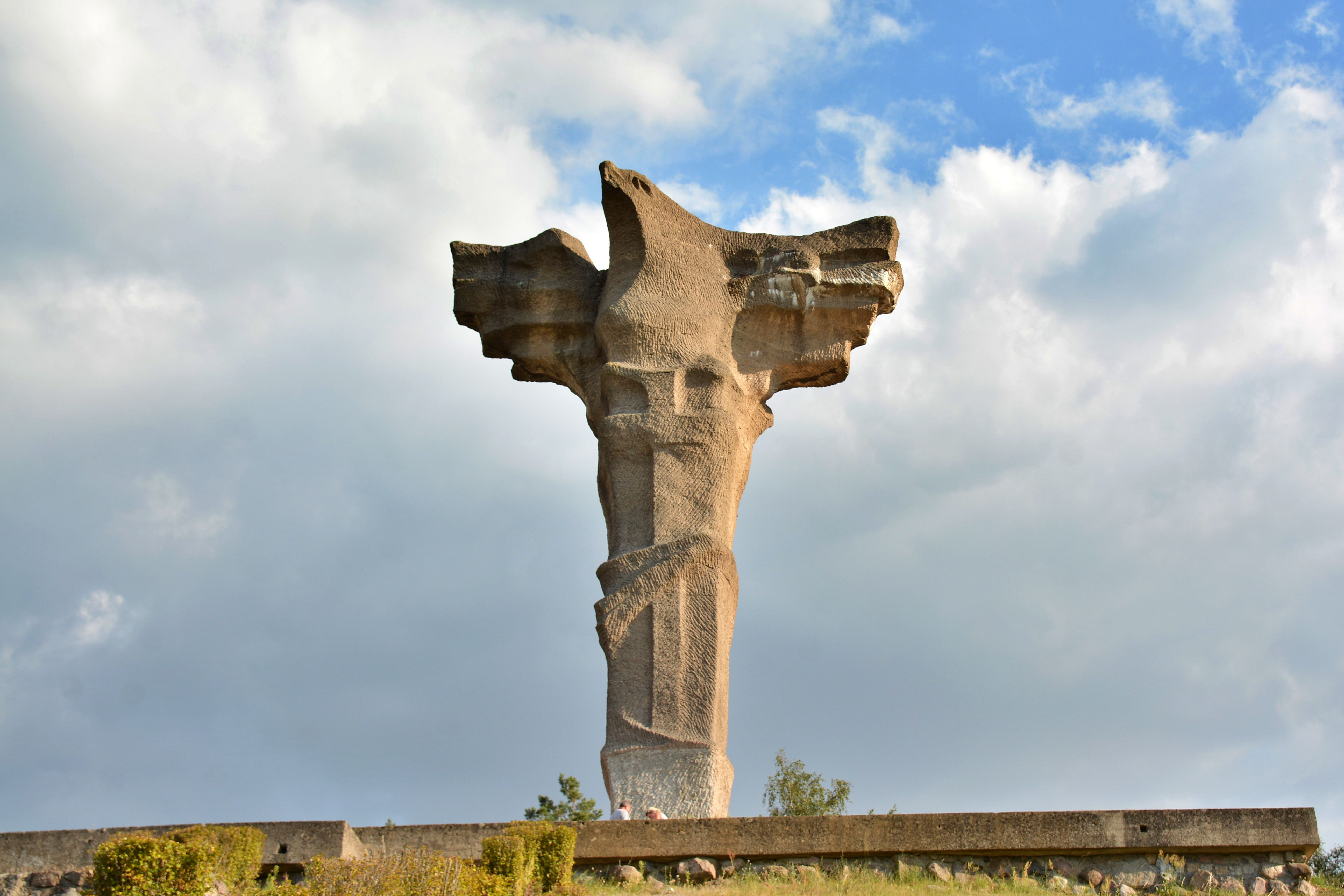
Pomnik na Górze Czcibora (współautor)
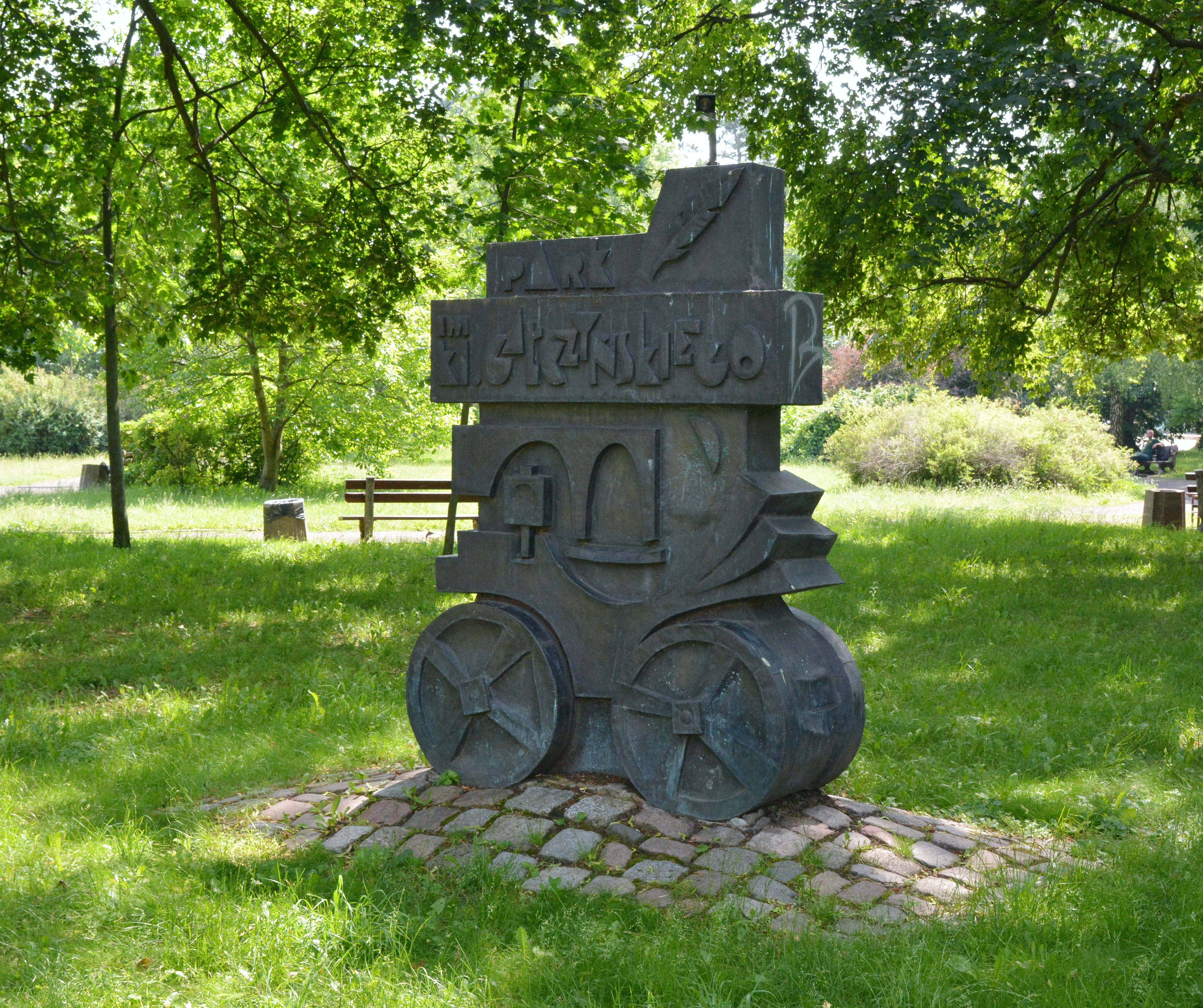
„Zaczarowana dorożka” na pl. Gałczyńskiego w Szczecinie
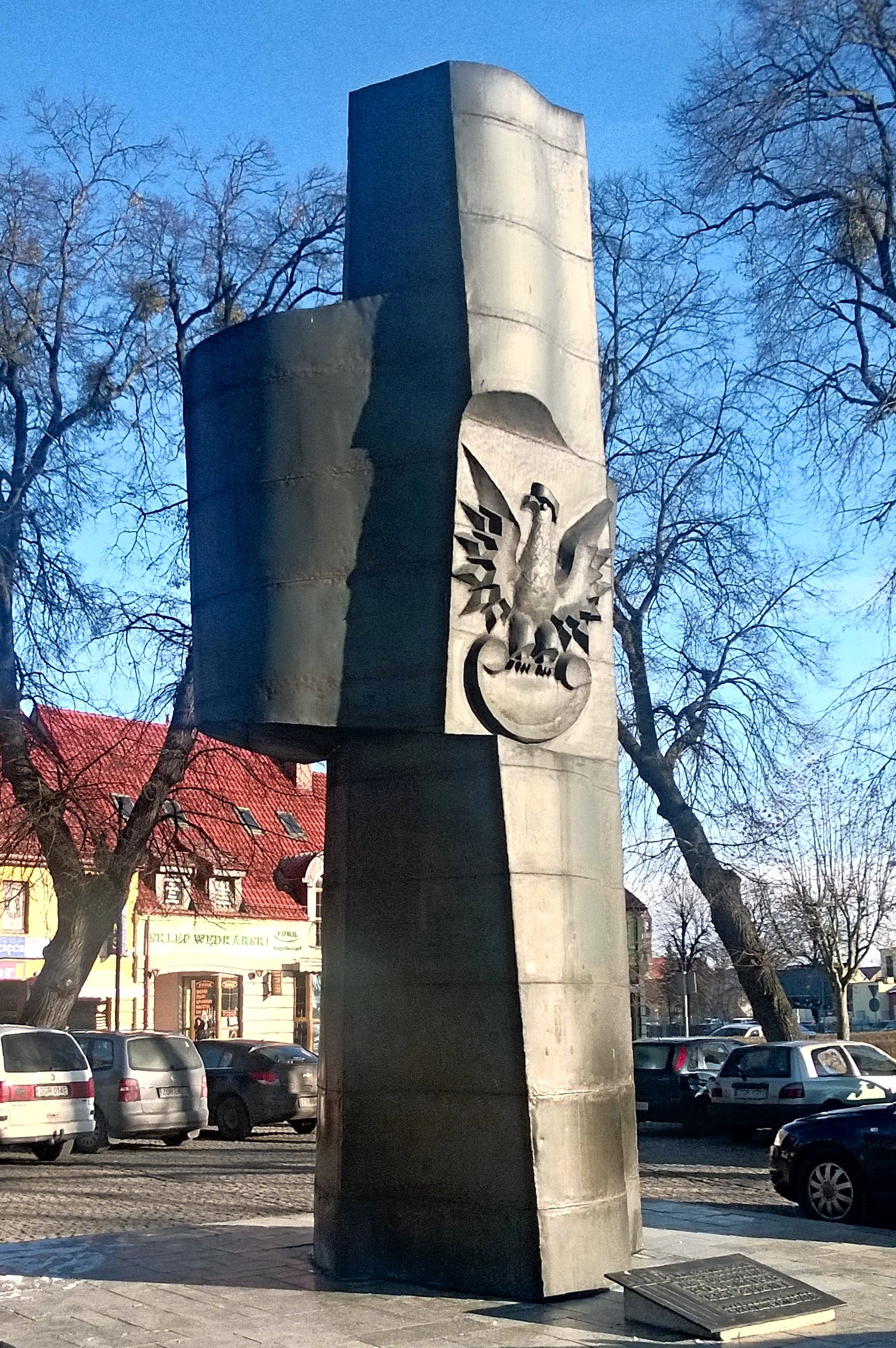
Pomnik osadników w Chojnie
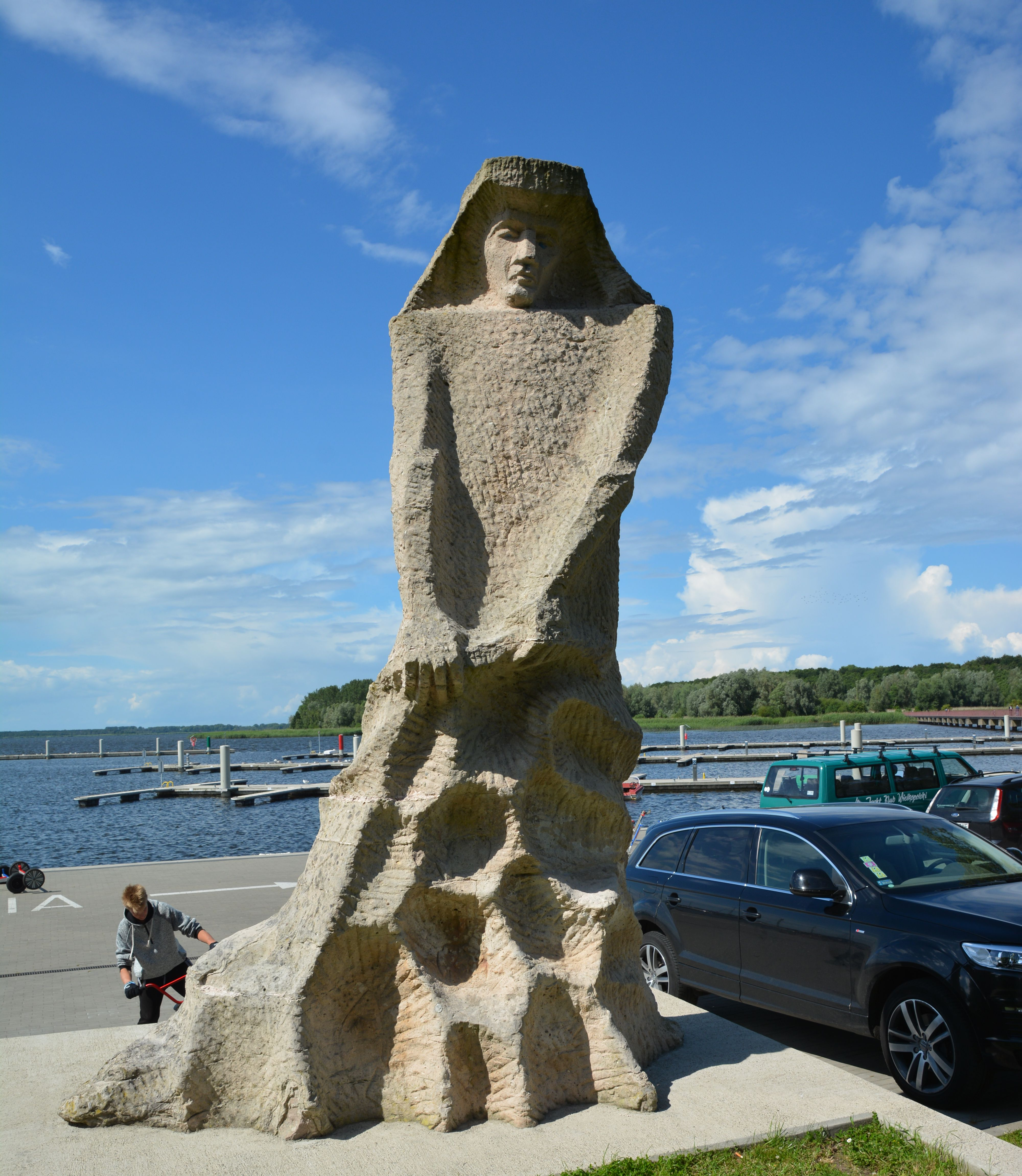
Pomnik Rybaka w Kamieniu Pomorskim
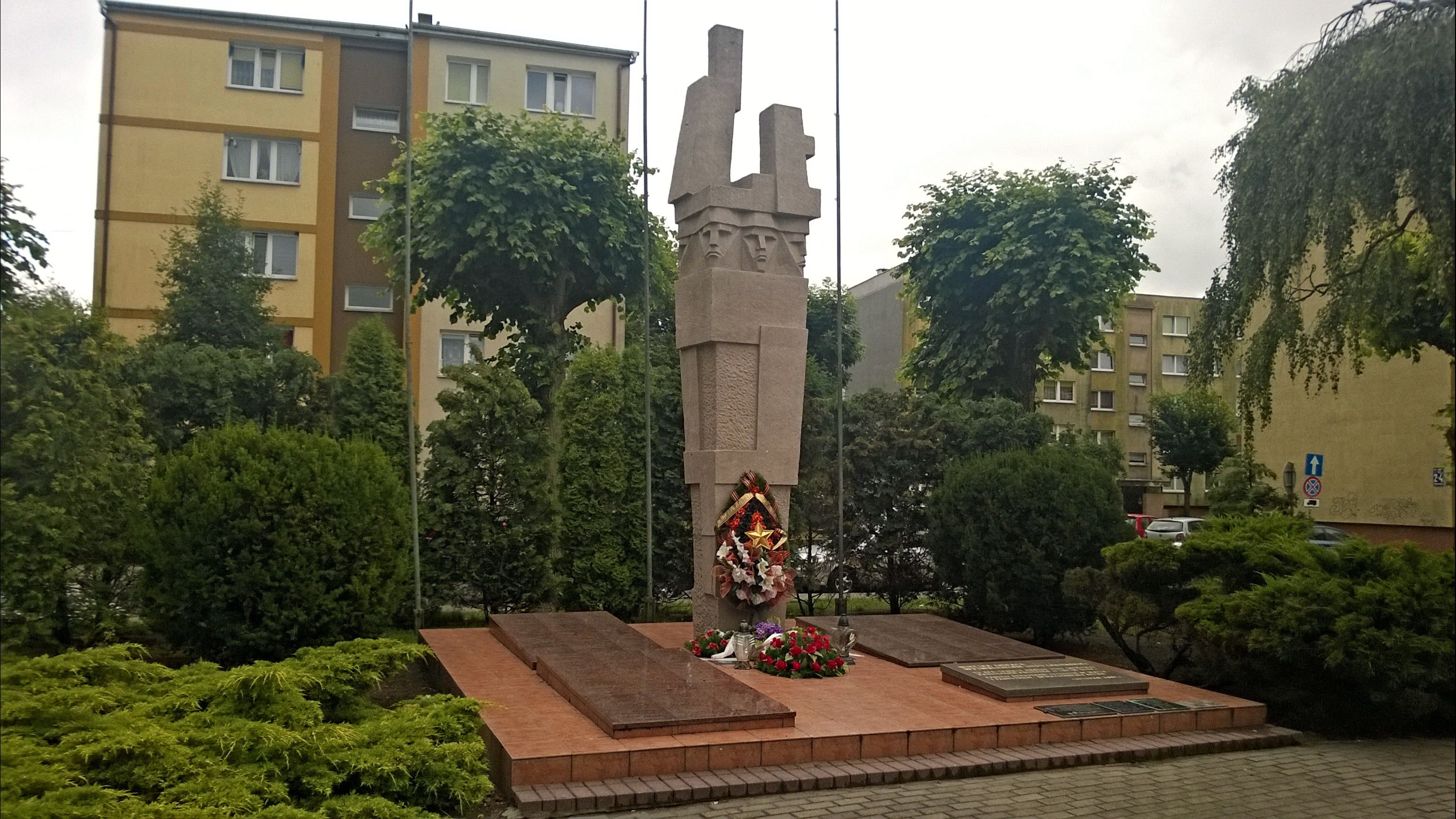
Pomnik żołnierzy radzieckich w Dębnie
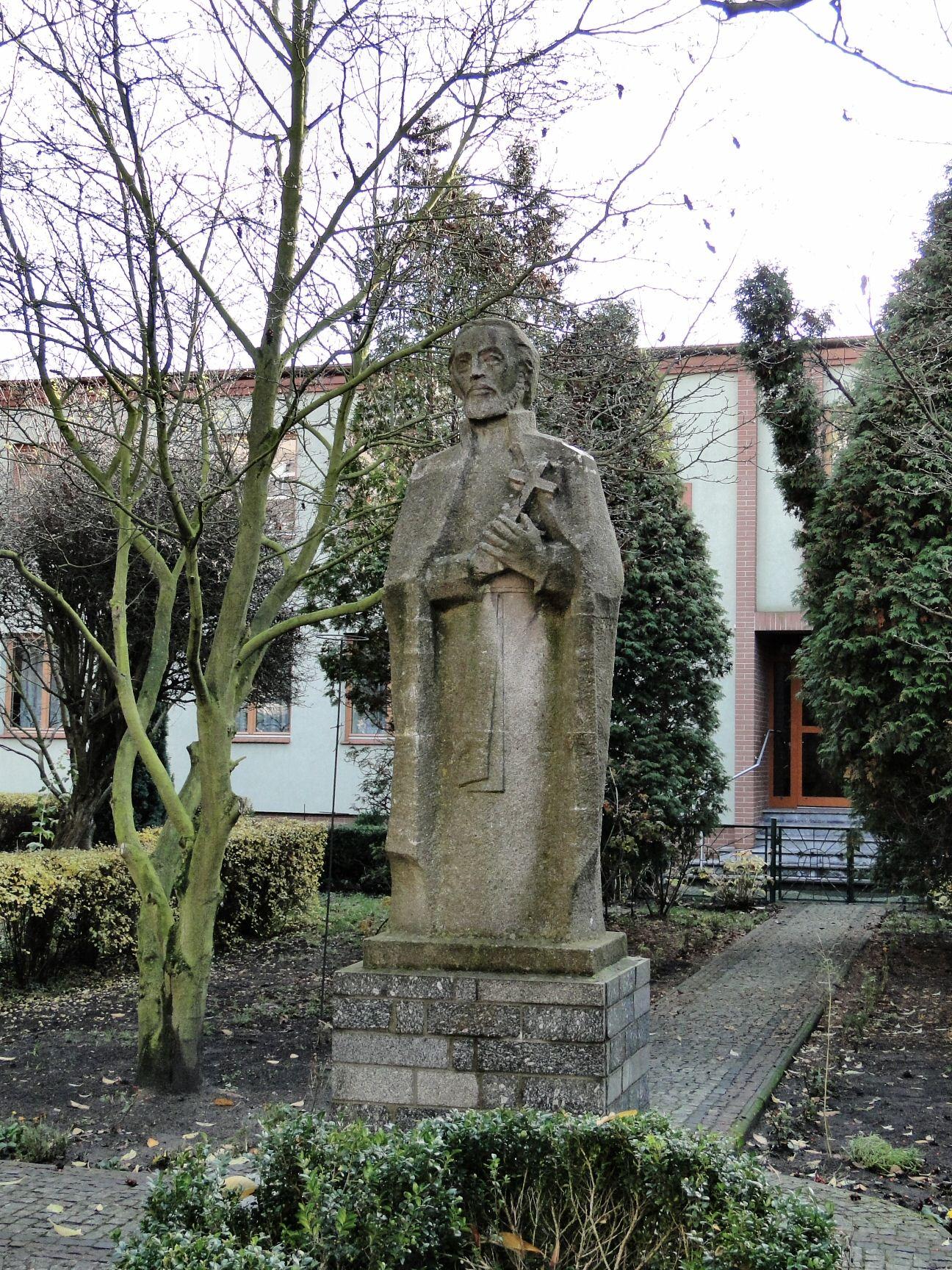
Pomnik św. Andrzeja Boboli przed kościołem św. Andrzeja Boboli w Szczecinie